# Романовская, Ольга Валентиновна
Ольга Валентиновна Романовская (род. 12 декабря 1971, Саранск, МАССР, РСФСР, СССР) — российский учёный-правовед, специалист в области конституционного права. Доктор юридических наук, профессор. Почетный работник сферы образования Российской Федерации (2022). Член квалификационной коллегии судей Пензенской области.

## Биография
Родилась 12 декабря 1971 года в г. Саранске.
В 1994 году закончила Мордовский государственный университет имени Н. П. Огарёва по специальности «Юриспруденция».
С 1995 года совмещала практическую деятельность с научной и преподавательской в государственном университете.
В 2001 году защитила кандидатскую диссертацию на тему «Конституционные основы нотариальной деятельности в Российской Федерации» в Казанском государственном университете. Научный руководитель — Султанов Евгений Батырович.
С 2005 года работает в ПГУ в должностях доцента, профессора кафедры «Частное и публичное право».
В 2011 году защитила докторскую диссертацию на тему «Конституционно-правовые основы организации и деятельности профессиональных публичных корпораций в Российской Федерации» в Казанском (Приволжском) федеральном университете, в 2014 году присвоено ученое звание профессора.
С мая 2015 года — заведующая кафедрой «Государственно-правовые дисциплины» ПГУ.

## Научные публикации
Автор более 300 научных публикаций: в ведущих научных рецензируемых журналах, индексируемых в БД Scopus и WoS, включённых в Перечень Высшей аттестационной комиссии (ВАК) при Министерстве науки и высшего образования Российской Федерации, учебных и учебно-методических пособий, монографий (в том числе коллективных).
Постоянный участник научных конференций всероссийского и международного уровня.
Основные научные интересы: нотариат, организация государственной власти, делегирование государственной власти негосударственным организациям, медицинское право, правовые основы организации системы здравоохранения.
Некоторые труды:
- Романовская О. В. К вопросу о делегировании государственно-властных полномочий // Правоведение. 2011. № 5. С. 154—171.
- Романовская О. В. О дисциплинарной ответственности судей // Российская юстиция. 2012. № 9. С. 46-51.
- Романовская О. В. О критике судей // Гражданин и право. 2014. № 1. С. 36-43.
- Романовская О. В. Российский нотариат и современные проблемы наследственного права // Российская юстиция. 2015. № 3. С. 10-14.
- Романовская О. В. О юридических лицах публичного права // Гражданин и право. 2015. № 5. С. 29-40.
- Романовская О. В. Нотариат и юридические лица публичного права // Нотариус. 2015. № 5. С. 17-21.
- Романовская О. В. Проблемы делегирования государственно-властных полномочий субъектам частного права: современная практика и доктрина // Российский журнал правовых исследований. 2015. № 1. С. 148—154.
- Романовская О. В. О юридических лицах публичного права (к 100-летию российского ученого В. Е. Чиркина) // Наука. Общество. Государство. 2024. Т. 12, № 4(48). С. 32-41.

## Награды
- Почетный работник сферы образования Российской Федерации" (2022)[5];
- Почетная грамота Губернатора Пензенской области (2022);
- Благодарность Законодательного Собрания Пензенской области (2022).